# Pagan: Autogeny
Pagan: Autogeny es un videojuego de la persona desarrolladora independiente canadiense Oleander Garden. Descrito como un "videojuego de rol experimental en primera persona de mundo abierto ambientado en las ruinas digitales de un juego de rol multijugador masivo en línea abandonado",  Autogeny es el tercer juego de la trilogía Pagan de Garden. El juego recibió elogios de varios críticos, y varios destacaron la exploración única de temas en torno a la identidad y el género.

## Jugabilidad
El jugador asume el papel de VIVIAN, una jugadora de un juego de rol multijugador masivo en línea ficticio titulado PLAZA96, que debe explorar e interactuar con los habitantes restantes del juego. El juego asume las convenciones de los juegos en línea, con una mezcla de combate simple y mecánicas de rompecabezas. Las características de juego de rol incluyen un sistema de niveles basado en estadísticas que permite a los jugadores desarrollar atributos como 'Estrógeno', 'Poesía', 'Forja corporal' y 'Cafeína',  y un sistema de equipo basado en el tarot que permite a los jugadores manipular aún más sus atributos. El juego es abierto y cuenta con cinco zonas explorables con áreas ocultas en "más de 100 acres de espacio jugable hecho a mano".

## Desarrollo
Oleander Garden afirmó que el diseño de Pagan: Autogeny "se desarrolló gradualmente" y no fue el producto de una idea o concepto claro. El juego se inspiró en la experiencia de Garden de los juegos en línea como "paisajes digitales" que "trascienden los límites normales de los juegos" y reflejan espacios que están "ligados" a recuerdos y experiencias. Garden afirmó que las ideas de diseño de Autogeny se inspiraron directamente o se tomaron de varios juegos de aventuras, incluidos Shadow of the Comet y Ultima: Worlds of Adventure 2: Martian Dreams. Describió su expresión de los temas del juego como "una forma de involucrarme con ideas de autocreación e identidad social de una manera sostenida y no estructurada, en un momento en el que eso, por cierto, me resultó extraordinariamente útil". 

## Recepción
Pagan: Autogeny recibió elogios de varios críticos. Escribiendo para Indie Games Plus, Joel Couture afirmó que el juego era una "experiencia cautivadora, aunque pesada", afirmando que "es en su soledad que el juego es más poderoso".  Emily Rose de RE:BIND elogió el juego por fusionar su "mecánica de juego en la narrativa de manera perfecta" y "elegir mostrar el lado más sombrío y espiritual de la cultura de Internet".  Varios críticos también discutieron la importancia de los temas de identidad en Autogeny, algunos proponiendo que el juego representa la "expresión completa" de la "transición de género y la condición psicológica de una persona que lucha con ella".  Jeremy Signor de Unwinnable describió los temas del juego como "inexorablemente queer", afirmando que la representación de los personajes y las identidades de Autogeny representan "un plano de existencia para que las mujeres trans se exploren a sí mismas, e interactúen con otras mujeres trans, jueguen con el creador del personaje mientras forjan cuerpos que quizás no puedan00 tener tan fácilmente fuera del espacio informático". Por el contrario, Emily Rose de RE:BIND afirmó que "si bien sería fácil leer demasiado profundamente ciertos elementos del juego y deducir un comentario directo sobre temas como la disforia, está claro en una ejecución completa que PAGAN está realmente interesado en un subtexto de aplicación más amplia con respecto a los fundamentos de la identidad como un todo". 

### Reconocimientos
Autogeny participó en el Festival de Juegos Independientes celebrado en la Conferencia de Desarrolladores de Juegos de 2020, y fue finalista del 'Premio Nuovo', otorgado en "celebración de juegos más esotéricos y artísticos". 

## Legado
Autogeny influyó en el desarrollo de Agony of a Dying MMO, un juego del desarrollador independiente Toni Hughes que explora temas y experiencias similares a las de un juego en línea desaparecido. Hughes afirmó que Autogeny fue una influencia significativa y "me hizo pensar en cómo los espacios digitales se cerraron... de alguna manera abrió un mundo completamente nuevo de narración". 